# الكشافة في قرغيزستان
الكشفية في قيرغيزستان تأسست في قيرغيزستان نوفمبر 1994 وليس لها عضوية في المنظمة العالمية للحركة الكشفية، ولكن تعمل من أجل الاعتراف في المنظمة الكشفية العالمية. قرغيزستان لديها العديد من الجمعيات الكشفية، والعديد منها هي أعضاء في قيرغيزستان و كشافة اتحاد جمهورية قيرغيزستان.

## روابط خارجية
- الموقع الرسمي